# Mark Trumbo
Mark Daniel Trumbo (Anaheim, 16 gennaio 1986) è un giocatore di baseball statunitense.

## Carriera

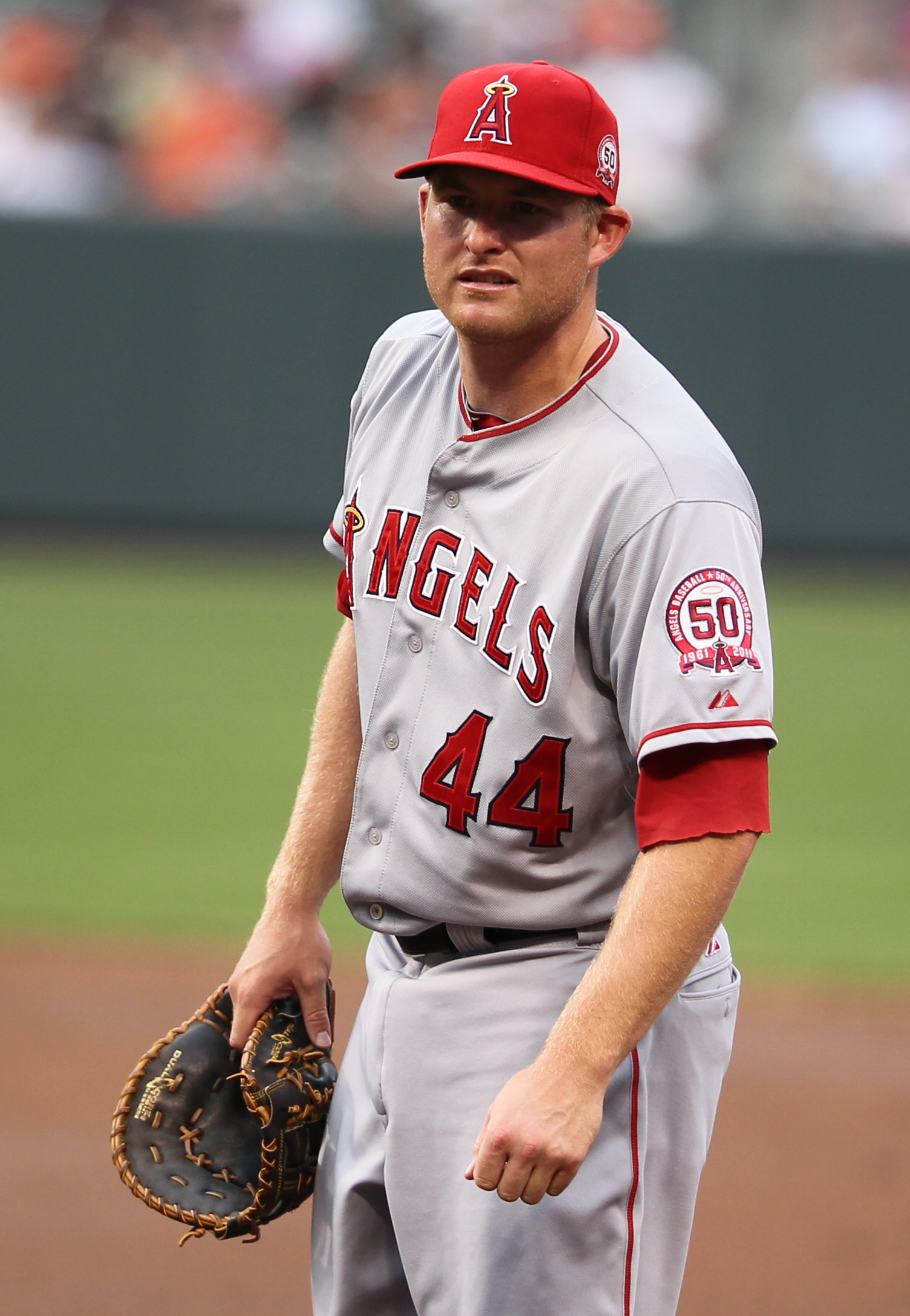
Trumbo con gli Angels of Anaheim nel 2011

Trumbo venne selezionato nel 18º turno del draft MLB 2004 dagli Anaheim Angels. Debuttò nella major league l'11 settembre 2010, all'Angel Stadium di Anaheim contro i Seattle Mariners, entrando come sostituto battitore per Mike Napoli e rimanendo in campo per giocare come prima base. Giocò con gli Angels per tre stagioni, venendo convocato per il suo primo All-Star Game nel 2012, anno che terminò con 32 fuoricampo e 95 punti battuti a casa (RBI). L'anno seguente salì a 34 home run e 100 RBI.
Gli Angels scambiarono Trumbo con gli Arizona Diamondbacks in uno scambio a tre che coinvolse anche i Chicago White Sox. Il 6 aprile 2014, Trumbo batté il suo 100º fuoricampo in carriera. Il 24 aprile fu inserito in lista infortunati per una frattura da stress al piede sinistro. Tornò nel roster attivo il 7 luglio.
Il 3 giugno 2015, i Diamondbacks scambiarono Trumbo con i Seattle Mariners. Con essi disputò 96 partite, con una media battuta di .263, con 13 home run, 13 doppi e 41 RBI.
Il 2 dicembre 2015, Trumbo fu scambiato con i Baltimore Orioles. La prima stagione nel Maryland risultò essere la migliore della sua carriera, guidando la MLB con 47 fuoricampo, il quarto risultato stagionale della storia della franchigia. Per le sue prestazioni fu convocato per il suo secondo All-Star Game, vinse il suo primo Silver Slugger Award e The Sporting News lo nominò Comeback player of the year. Nel turno delle wild card dei playoff quell'anno batté un altro fuoricampo da 2 punti, ma gli Orioles furono eliminati. Il 20 gennaio 2017, Trumbo firmò un rinnovo triennale con la franchigia. Divenne free agent il 31 ottobre 2019, dopo aver disputato solo 12 partite nella MLB.

## Palmarès
- MLB All-Star: 2

2012, 2016
- Silver Slugger Award: 1

2016
- Capoclassifica della MLB in fuoricampo: 1

2016
- Giocatore della settimana: 1

AL: 17 aprile 2016